# Liste der Biografien/Baru
Liste der Biografien |
Portal Biografien |
Personensuche
# |
A |
B |
C |
D |
E |
F |
G |
H |
I |
J |
K |
L |
M |
N |
O |
P |
Q |
R |
S |
T |
U |
V |
W |
X |
Y |
Z |
?
 
Ba |
Be |
Bd |
Bg |
Bh |
Bi |
Bj |
Bl |
Bm |
Bn |
Bo |
Br |
Bs |
Bu |
Bw |
By |
Bz
 
Baa |
Bab |
Bac |
Bad |
Bae |
Baf |
Bag |
Bah |
Bai |
Baj |
Bak |
Bal |
Bam |
Ban |
Bao |
Bap |
Baq |
Bar |
Bas |
Bat |
Bau |
Bav |
Baw |
Bax–Baz
 
Bara |
Barb |
Barc |
Bard |
Bare |
Barf |
Barg |
Barh |
Bari |
Barj |
Bark |
Barl |
Barm |
Barn |
Baro |
Barp |
Barq |
Barr |
Bars |
Bart |
Baru |
Barv |
Barw |
Bary |
Barz
Die Liste der Biografien führt alle Personen auf, die in der deutschsprachigen Wikipedia einen Artikel haben. Dieses ist eine Teilliste mit 67 Einträgen von Personen, deren Namen mit den Buchstaben „Baru“ beginnt.

## Baru
- Baru, Bernardus Bofitwos (* 1969), indonesischer römisch-katholischer Ordensgeistlicher, Bischof von Timika
- Baru, Maikanti (1959–2020), nigerianischer Ingenieur und Rohöl-Unternehmer

### Barua
- Barua, Benimadhab (1888–1948), bengalischer Gelehrter und Spezialist für klassische indische Sprachen und traditionelles Recht
- Barua, Birinchi Kumar (1908–1964), assamesischer Sprach- und Literaturwissenschaftler, Schriftsteller und Wissenschaftsorganisator
- Barua, Devakanta (1914–1996), indischer Politiker und Schriftsteller
- Barua, Dilip (* 1949), bangladeschischer Politiker
- Barua, Jahnu (* 1952), indischer Filmregisseur
- Barua, Kanaklata (1924–1942), indische politische Aktivistin
- Barua, Pramathesh Chandra (1903–1951), indischer Filmregisseur und Schauspieler

### Baruc
- Barucci, Maria A., italienische Astronomin und Asteroidenentdeckerin
- Baruch, Bernard (1870–1965), US-amerikanischer Finanzier und BörsenspekulantBernard Baruch (1870–1965)

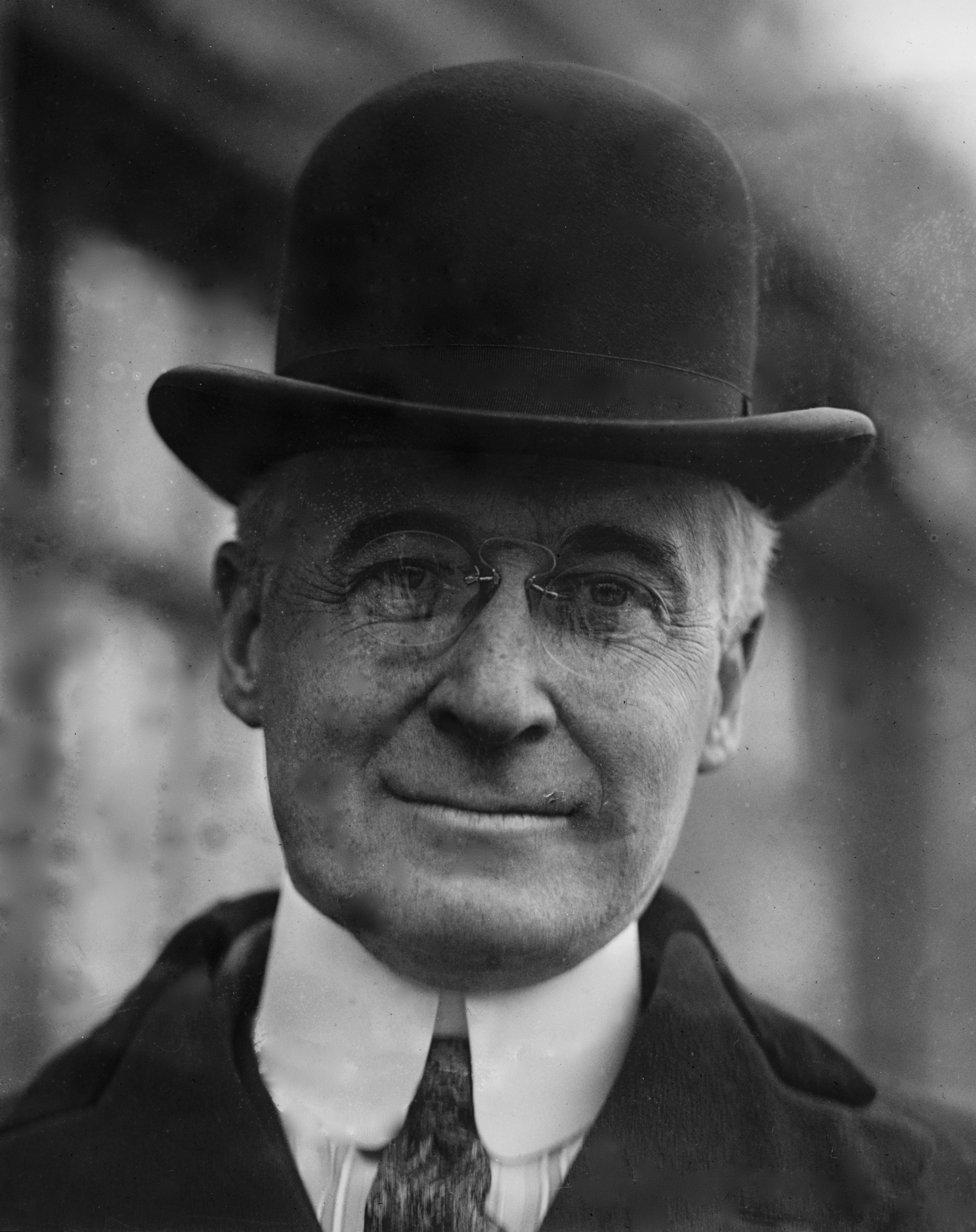
Bernard Baruch (1870–1965)

- Baruch, Clarisse (* 1958), französische Psychoanalytikerin
- Baruch, Franziska (1901–1989), deutsch-israelische Kalligrafin und Schriftgestalterin
- Baruch, Friedl (1905–1995), deutscher Politiker (KPD, CPN) und Journalist
- Baruch, Julius (* 1892), deutscher Ringer und Gewichtheber
- Baruch, Lili (1895–1966), deutsche Fotografin
- Baruch, Marion (* 1929), rumänische Künstlerin
- Baruch, Max (1883–1938), deutschamerikanischer Chirurg
- Baruch, Ovadia (1922–2010), griechisch-israelischer Überlebender des Holocaust
- Baruch, Ruth-Marion (1922–1997), US-amerikanische Fotografin
- Baruch, Simon (1840–1921), Arzt und Pionier der Hydrotherapie in den Vereinigten Staaten
- Baruch, Stefania (1891–1963), polnische Musikerin, Überlebende des Vernichtungslagers Auschwitz und Ravensbrück
- Barucha, Andreas (* 1979), deutscher Bobfahrer
- Barucha, Patrizia (* 1983), deutsche Fußballspielerin
- Barucha, Stefan (* 1977), deutscher Bobfahrer und Sprinter
- Baruchel, Jay (* 1982), kanadischer Schauspieler, Filmemacher und Comedian
- Baruchello, Gianfranco (1924–2023), italienischer Künstler
- Barucher, Heinrich, Gelehrter des Benediktiner-Ordens
- Barucka, Maria (* 1939), polnische Politikerin, Mitglied des Sejm
- Barucki, Kya-Celina (* 2004), deutsche Schauspielerin
- Barucki, Pia (* 1990), deutsche SchauspielerinPia Barucki (* 1990)

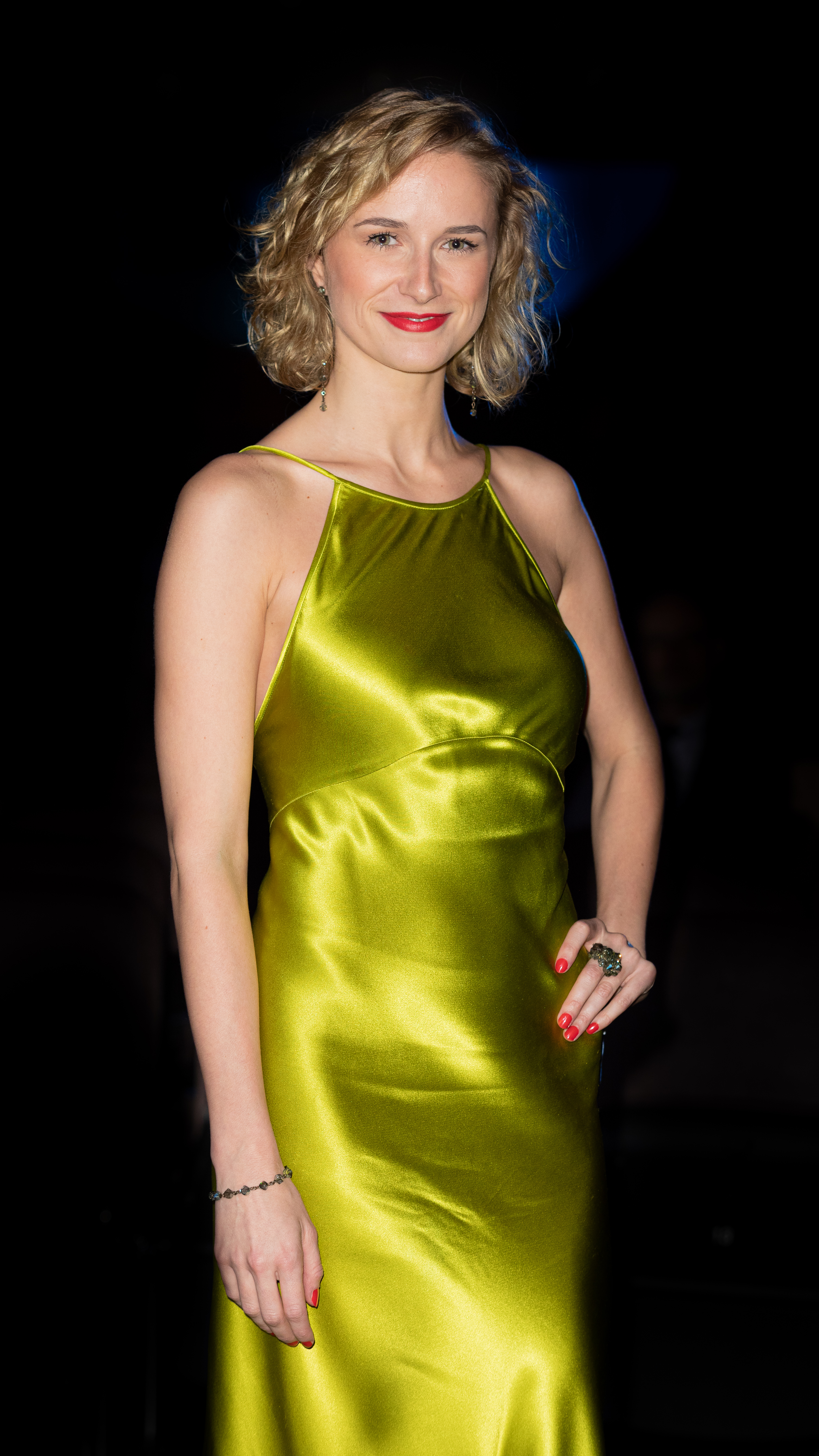
Pia Barucki (* 1990)

### Barud
- Barud, Niclas (* 1988), schwedischer Handballspieler
- Barudin, Ridhuan (* 1987), singapurischer Fußballspieler
- Barudio, Günter (1942–2022), deutscher Historiker
- Barudžija, Izolda (* 1963), serbische Popsängerin

### Baruf
- Baruffaldi, Girolamo (1675–1755), italienischer Geistlicher, Historiker und Dichter
- Baruffi, Adelar (* 1969), brasilianischer Geistlicher, römisch-katholischer Erzbischof von Cascavel
- Baruffi, Renato (* 1989), brasilianischer Fußballspieler
- Barufka, Karl (1921–1999), deutscher Fußballspieler
- Barufski, Frank (1905–1991), deutscher Schauspieler, Hörspielsprecher und Moderator

### Barug
- Barugh, Anja (* 1999), neuseeländische Freestyle-Skierin

### Baruk
- Baruk, Henri (1897–1999), französischer Psychiater
- Barukčić, Igor (* 1982), kroatischer Fußballspieler
- Barukh bar Šemu’el († 1221), rabbinischer Gelehrter

### Barul
- Barul, Sławomir (* 1964), polnischer  Radrennfahrer
- Barulea, Hervé (* 1947), französischer Comiczeichner
- Barulin, Konstantin Alexandrowitsch (* 1984), russischer Eishockeytorwart
- Barulina, Jelena Iwanowna (1895–1957), russisch-sowjetische Botanikerin und Pflanzengenetikerin
- Barulli, Libero (* 1947), san-marinesischer Politiker

### Barun
- Bārūnī, Sulaimān al- († 1940), libysch-tripolitanischer ibaditischer Religionsgelehrter, Politiker und Widerstandskämpfer

### Barus
- Barus, Benson Kipchumba (* 1980), kenianischer Marathonläufer
- Barus, Carl (1856–1935), US-amerikanischer Physiker
- Barus, Cerdas (* 1962), indonesischer Schachgroßmeister
- Barus, Milo (1906–1977), deutscher Kraftsportler, „Stärkster Mann der Welt“
- Barusdina, Warwara Matwejewna (1862–1941), russische bzw. sowjetische Malerin
- Barusso, Ahmed (* 1984), ghanaischer Fußballspieler

### Barut
- Barut, Asim Orhan (1926–1994), US-amerikanischer theoretischer Physiker
- Barut, Ayhan (* 1964), türkischer Politiker (CHP)
- Barut, Barbaros (* 1983), deutsch-türkischer Fußballspieler
- Barut, Büşra (* 1997), türkische Fußballnationalspielerin
- Barut, Deniz (* 1983), türkische Schauspielerin
- Barutcu, Muhammed (* 1998), österreichischer Fußballspieler
- Baruth, Jean (* 1967), deutscher Handballspieler
- Baruto, Kaito (* 1984), estnischer SumōringerBaruto Kaito (* 1984)

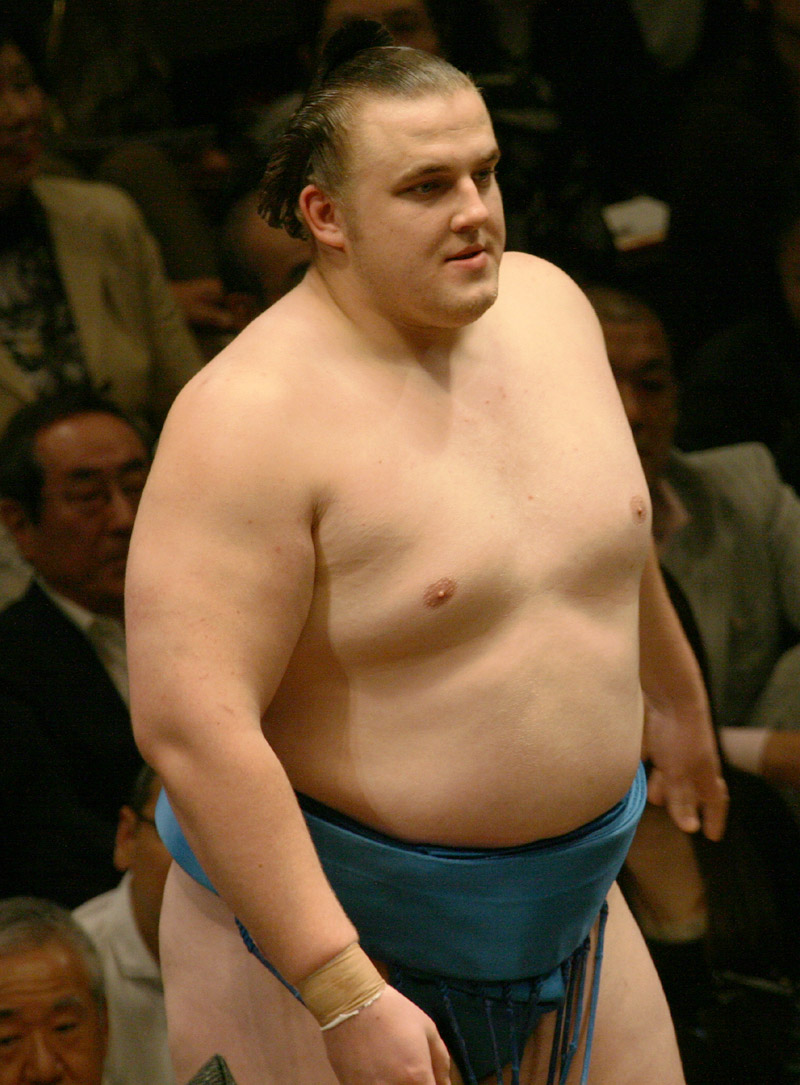
Baruto Kaito (* 1984)

### Baruz
- Baruzi, Jean (1881–1953), französischer Religionshistoriker und Philosoph
- Baruzzi Farriol, Francesca (* 1998), argentinische Skirennläuferin
- Baruzzi, Arno (1935–2016), deutscher Politikwissenschaftler und Philosoph